# حسين بن علي عرب
حسين بن علي عرب، (1338هـ/1919م -1423هـ/2002م) شاعر سعودي، من الشعراء المعاصرين في الحجاز، ومن رواد الحركة الثقافية في السعودية، وهو أول وزير للحج، أوجد نظام المؤسسات في السعودية، وكان ممن أرسوا قواعد ومواد لنظام الداخلية، إذ كان مديرًا عامًا فيها وقائمًا بأعمال وكالة الوزارة، كما كان يعمل في ديوان نائب الملك عبد العزيز آل سعود، بصفته معاوناً لمدير شعبة المالية والخارجية.
ولد في شعب عامر بمكة عام 1919، تلقى تعليمه بكتّاب مسجد بئر الحمام بشعب عامر، وحفظ القرآن الكريم ثم التحق بالمدرسة التحضيرية بالمسعى، ودرس المرحلة الابتدائية في مكة المكرمة، ثم انتسب للمعهد العلمي السعودي وتخرج منه عام 1356هـ/1937، وعمل محررًا في صحيفتي صوت الحجاز (جريدة البلاد حالياً)، وأم القرى، وقد حصل على عدد من الجوائز المحلية والعالمية، منها الجائزة الأولى في المسابقة الشعرية لهيئة الإذاعة البريطانية عام 1944، وجائزة الميدالية الذهبية ضمن تكريمات مؤتمر الأدباء السعوديين الأول عام 1974.
أصدر مجموعته الشعرية الكاملة في جزأين عام 1985م، فيما ترجمت بعض قصائده للغتين الألمانية والإنجليزية، ولم يكن يلتزم بنُظم معين في كتابة القصائد، بل كان يكتب كيفما تأتي القصيدة، مرةً حرة ومرةً موزونة، وقد استقال من وزارة الداخلية عام 1960، ثم استقال من وزارة الحج والعمرة عام 1963؛ لأسباب صحية وزهدًا منه في الشهرة، وتوفي في 29 أبريل 2002.

## مناصبه
- عمل في شركة الطبع والنشر التي تصدر جريدة «صوت الحجاز».
- ثم عمل في تحرير جريدة «صوت الحجاز».
- قام بتحرير جريدة «أم القرى» بالنيابة.
- عُين مديراً لمكتب إدارة السيارات الحكومية من 1 محرم 1361هـ إلى عام 1 شعبان 1365هـ.
- نُقِل إلى ديوان نائب الملك معاوناً لمدير شعبة المالية والخارجية إلى عام 1370هـ.
- ثم نُقل سكرتيراً عاماً بوزارة الداخلية، ثم مستشاراً إدارياً، ثم مديراً عاماً، ثم قائماً بأعمال وكالة الوزارة إلى رجب عام 1380هـ حيث استقال منها.
- عُيِّن وزيراً للحج والأوقاف في شوال من عام 1381 هـ إلى رجب من عام 1383 هـ. ويعتبر أول وزير للحج والأوقاف.
- يعتبر مؤسس وزارة الحج والأوقاف (وزارة الحج والعمرة حالياً). ومصنع كسوة الكعبة المشرفة.
- عضواً في بعض الأندية والمؤسسات الأدبية والثقافية والصحفية.[7]

## الجوائز
- وسام القمة العاشرة لمجلس التعاون الخليجي في سلطنة عمان (1990)
- تكريم الرئاسة العامة لرعاية الشباب (الهيئة العامة للرياضة حاليًا) (1990)
- تكريم النادي الأدبي بمكة (1987)[2]
- الميدالية الذهبية في مؤتمر الأدباء السعوديين الأول (1974)[3]
- الجائزة الأولى في مسابقة نشيد الشباب السعودي (1973)
- الجائزة الأولى في المسابقة الشعرية لهيئة الإذاعة البريطانية (1944)
- الجائزة الأولى في مسابقة نشيد الجندية (1939)
- الجائزة الأولى في مسابقة نشيد الطيران (1935)[4]

## وفاته
توفي يوم الاثنين 17 صفر 1423 هـ الموافق 29 أبريل 2002م.

## انظر ايضاً
- أحمد محمد جمال

## وصلات خارجية
- حسين عرب.. الوزير الأديب.. الشاعر المهيب.